# Nyabitsinda
Nyabitsinda est une commune de la province de Ruyigi au  Burundi. Elle est située  dans le sud de la province de Ruyigi. Elle fait partie des septs communes de la province de Ruyigi.

## Démographie
Cette commune a une superficie de 228,74 km2 et compte 51 534 habitants lors du recensement de 2008.

## Géographie
Elle est délimitée au nord par la commune de Ruyigi, au sud par la province de Rutana, à l’Est par les communes de Gisuru et Kinyinya et à l’ouest par les communes de Butaganzwa et Ruyigi.